# しらび
しらび（1986年2月13日 - ）は、日本のイラストレーター。埼玉県川口市在住。

## 来歴
2010年商業デビュー。主にライトノベルの挿絵を手がけることが多い。『このライトノベルがすごい!』イラストレーター部門では2017年版・2018年版共に8位に入り、2019年版・2020年版と同部門2連覇を達成している。デッサンや油絵を勉強するようになったのは高2の秋からで、イラストを描き始めたのは2007年から。ペイントソフトはペイントツールSAIを使用している。SFや優しいタッチで描き分けられることや重厚感のある鮮やかな色彩が良いとファンから支持されている。不定期でYouTubeやニコニコ生放送で絵描きやゲームの配信をしている。

## 作品リスト

### 挿絵
- 彼女を言い負かすのはたぶん無理（スマッシュ文庫、作：うれま庄司）
- 放課後は無敵ですが、何か?（角川スニーカー文庫、作：秋水）
- 嘘つき天使は死にました!（集英社スーパーダッシュ文庫、作：葉巡明治）
- ダブルクロス The 3rd Edition リプレイ・アカデミア（富士見ドラゴンブック、作：中村やにお）
- 鈍感な僕と鋭い彼女（一迅社文庫、作：にのまえあゆむ）
- 一年十組の奮闘（MF文庫J、作：十文字青）
- 俺が生きる意味（ガガガ文庫、作：赤月カケヤ）
- 浮遊学園のアリス&シャーリー（オーバーラップ文庫、作：むらさきゆきや）
- 中野キッドナップ・カンパニー（GA文庫、作：森田陽一）
- 聖黒の龍と火薬の儀式（MF文庫J、作：北元あきの）
- ご覧の勇者の提供でお送りします（富士見ファンタジア文庫、作：田口仙年堂）
- かくて夜明けの神殺者（電撃文庫、作：中維）
- 神楽坂G7 崖っぷちカフェ救出作戦会議（集英社スーパーダッシュ文庫、作：水沢史絵）
- 災厄戦線のオーバーロード（富士見ファンタジア文庫、作：日暮晶）
- 東京侵域（角川スニーカー文庫、作：岩井恭平）
- りゅうおうのおしごと!（GA文庫、作：白鳥士郎）
- 無彩限のファントム・ワールド（KAエスマ文庫、作：秦野宗一郎）
- 異世界修学旅行（ガガガ文庫、作：岡本タクヤ）
- ラノベのプロ!（富士見ファンタジア文庫、作：望公太）
- 86-エイティシックス-（電撃文庫、作：安里アサト）
- 図書迷宮（MF文庫J、作：十字静）
- モボモガ（KAエスマ文庫、作：結城弘）
- 異世界、襲来（MF文庫J、作：丈月城）
- マイナススキル持ち四人が集まったら、なんかシナジー発揮して最強パーティーができた件（SQEXノベル、作：小鈴危一）
- シャーロック＋アカデミー（MF文庫J、作：紙城境介）
- 魔物使いの娘 〜緑の瞳の少女〜（DREノベルス、作：天都ダム）

### 表紙絵
- 僕たちはドクターじゃない（メディアワークス文庫、作：京本喬介）
  - 僕達はドクターじゃない Karte2（メディアワークス文庫、作：京本喬介）
- このライトノベルがすごい! 2019年版～（宝島社）
- ウマ娘 プリティーダービー アンソロジーコミックSTAR 6（星海社）

### コミック
- 僕は友達が少ない ショボーン!（MFコミックス、2012年）

### ゲーム
- Fate/Grand Order（2017年 - 2023年、アニプレックス） - 一部キャラクターデザイン（巴御前、雑賀孫一）
- ミコノート（2022年、ドリコム） - メインキャラクターアーティスト
- コードギアス 反逆のルルーシュ ロストストーリーズ（2022年、f4samurai/EXNOA） - メインキャラクターデザイン
- Fate/Samurai Remnant（2023年、コーエーテクモゲームス） - キャラクターデザイン原案（逸れのセイバー）

### アニメ
- 僕は友達が少ないNEXT（第3話エンドカード）
- 問題児たちが異世界から来るそうですよ?（第9話エンドカード）
- 機動戦士ガンダム 水星の魔女（第9話エンドカード）

### ウェブサービス
- キミラノ 柴藤綾乃（KADOKAWA）[2]

### キャラクターデザイン
- 響咲リオナ（ホロライブ）[3]